# Norte (revista)
Norte es una revista literaria mexicana. Se fundó en Madrid en 1929 por Alfonso Camín. 

## Historia
El primer número se confeccionó en la redacción y los talleres de Prensa Gráfica en Madrid. La idea que animó inicialmente a su fundador, según sus propias palabras, era "volcar todas las bellezas de las regiones del Cantábrico en nuestra revista, no solo para aquellas regiones, sino para los asturianos, vascos, montañeses, gallegos y leoneses residentes en Madrid y en América, especialmente en Cuba, Puerto Rico y México". 
Durante la Guerra Civil, su director fue encarcelado en Palencia. El proyecto acompañó a Camín en su tránsito por Asturias, La Coruña, donde logró imprimir un número, luego Portugal, y de allí pasó a América, estando primero en Cuba y por último en México.
En 1967, Camín (quien llevaba dos años encamado) y su esposa, Rosario Armesto, entregaron en México el proyecto al Frente de Afirmación Hispanista y su presidente, Fredo Arias de la Canal, con la encomienda de que la publicación no muriera. Desde entonces, a partir de la salida del número 218 en el verano de ese año, la revista Norte se convirtió en la publicación cultural del Frente de Afirmación Hispanista, A.C.